# Snowflake (khỉ đột)

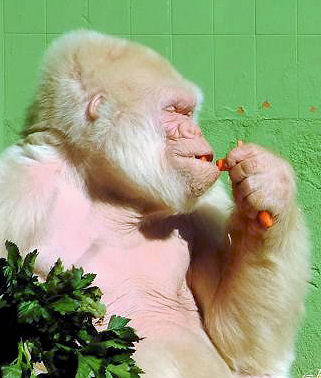
Snowflake

Snowflake (Hoa tuyết) là một con khỉ đột bạch tạng, là cá thể bạch tạng duy nhất của loài, nổi tiếng thế giới. Snowflake sinh ra trong hoang dã với chứng bạch tạng bẩm sinh - một rối loạn về gen khiến chú khỉ đột này thiếu chất sắc tố trên da và lông.
Người dân đã bắt được Snowflake ở Guinea Xích Đạo năm 1966. Chú khỉ đột hiếm gặp sau đó đã sống suốt 40 năm tại vườn thú Barcelona (Tây Ban Nha) cho tới khi qua đời vì bệnh ung thư da vào năm 2003.
Trong thời gian sinh sống tại vườn thú,con khỉ đột này là cha của 22 đứa con (trong đó sáu con sống sót đến tuổi trưởng thành) với ba khỉ đột cái và sống để nhìn thấy cháu của mình. Không ai trong số con cái của con khỉ đột bạch tạng này là bạch tạng. Con khỉ đột đực, con trai cuối cùng của Snowflake, Urko, đã chết vào tháng 8 năm 2003. 
Tại thời điểm con khỉ đột này chết, nó được cho là có tuổi khoảng giữa 38 và 40 tuổi, tuổi thọ trung bình của một con khỉ đột trong tự nhiên là 25 tuổi. Từ năm 2001, nó đã bị mắc một dạng bất thường của chứng bệnh ung thư da, gần như chắc chắn liên quan đến tình trạng bạch tạng của nó, được gọi là chứng bạch tạng oculocutaneous loại 1 hoặc OCA1. Vào tháng 9 năm 2003, người ta công bố công khai rằng con khỉ đột bạch tạng đang hấp hối. Hàng ngàn đến thăm sở thú để nói lời tạm biệt trước khi nó được người ta cho chết nhẹ nhàng tháng 11 năm 2003.

## Nghiên cứu gene
Trước khi con khỉ đột chết, người ta đã lấy một mẫu máu bảo quản đông lạnh. Các nhà khoa học đã tiến hành phân tích mẫu máu đông lạnh này và giải trình tự bộ gen của nó vào năm 2012.
Theo bài viết trên tạp chí BMC Genomics, nhóm nghiên cứu do chuyên gia Tomas Marques-Bonet đến từ Đại học Pompeu Fabra (Tây Ban Nha) dẫn đầu, đã so sánh bộ gen của Snowflake với bộ gen của những con khỉ đột không bị bạch tạng khác để tìm ra nguyên nhân căn bệnh rối loạn gen của nó.
Nhóm nghiên cứu xác định, chứng bạch tạng của Snowflake do mình gen SLC45A2 gây ra và thừa hưởng đột biến trực tiếp từ cha mẹ. Khi phân tích sâu hơn, họ phát hiện, cha mẹ của Snowflake đã có quan hệ huyết thống gần gũi với 12% DNA giống hệt nhau, ám chỉ cha mẹ con khỉ bạch tạng này có thể là chú - cháu gái ruột.